# TSV Hartberg (piłka siatkowa kobiet)
TSV Hartberg – żeński klub piłki siatkowej z Austrii. Został założony w 1985 w mieście Hartberg.